# Aleixo de Roma

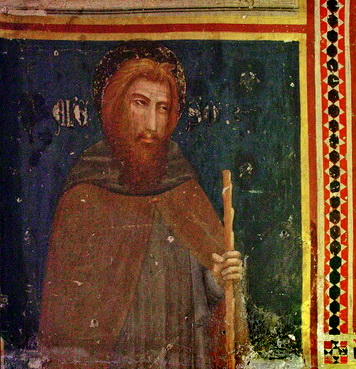
Aleixo de Roma

Santo Aleixo, de acordo com a lenda, era o filho único duma rica família romana. No dia do seu casamento fugiu de Roma e viveu como mendigo em Edessa, até um dia no qual foi milagrosamente apontado como "homem de Deus". Fugiu da consequente fama, e voltou para Roma, onde não foi reconhecido. Foi-lhe permitido como a um pobre viver sob as escadas da sua própria casa. Apenas depois da sua morte descobriu-se a sua identidade.
A veneração para com este "homem de Deus" foi introduzida a Roma por monges orientais no século XI. A lenda tornou-se muito popular na cidade e surgiu a ideia de que a igreja destes monges tinha sido construída no lugar da casa de Aleixo.
Por causa do carácter lendário da história da sua vida, retirou-se do Calendário Romano Geral no ano de 1969 o nome de Aleixo.
O seu nome fica no Martirológio Romano, onde em 17 de julho diz-se: "Em Roma, numa igreja no monte Aventino, celebra-se sob o nome de Aleixo um homem de Deus, que, como relata-se na tradição, abandonou a sua casa rica para tornar-se pobre e pedir esmolas não reconhecido".
Na Catholic Encyclopedia Johann Peter Kirsch diz: "Talvez a única base para a história seja o fato de que em Edessa certo piedoso asceta viveu a vida dum mendigo e mais tarde foi venerado como um santo."
Na Igreja ortodoxa a festa de Aleixo é em 17 de março. O seu nome é muito popular entre os ortodoxos: entre os muitos batizados com o seu nome (em grego Alexios ou Alexis, em russo Alexei) estão cinco imperadores bizantinos.